# Bartolomé de Las Casas

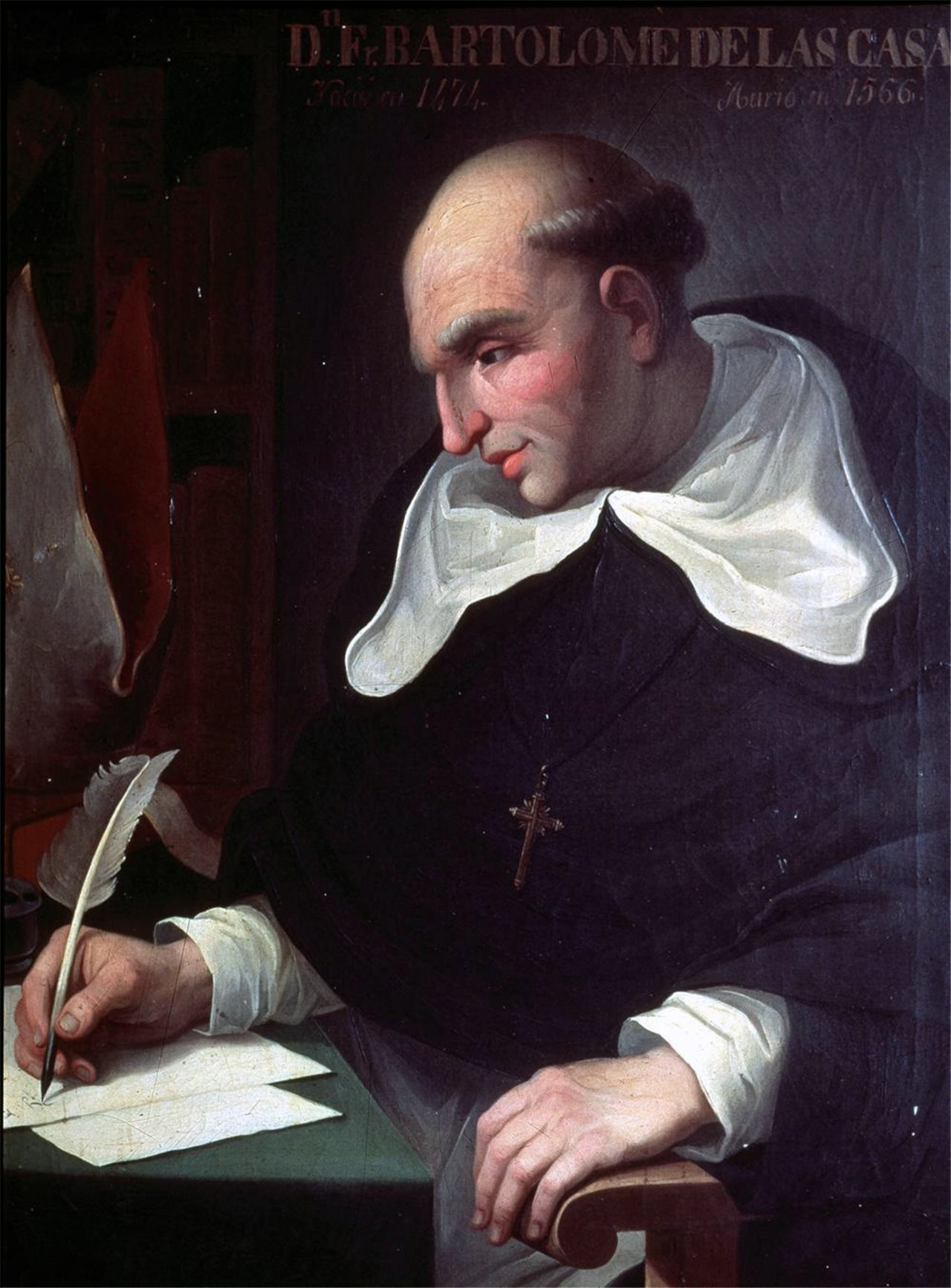
P. Bartolomé de Las Casas

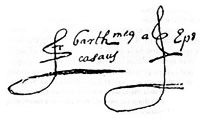
Die Unterschrift von Bartolomé de Las Casas

Bartolomé de Las Casas OP (* 1484 oder 1485 in Sevilla; † 18. Juli 1566 im Dominikanerkloster Nuestra Senora de Atocha vor den Mauern Madrids ) war ein spanischer Theologe, Dominikaner und Historiker.
Las Casas hielt sich ab 1502 zunächst als Kolonist auf den von Spanien annektierten Inseln Hispaniola und Kuba auf, wurde ab 1514 dann aber einer der schärfsten und meistbeachteten Kritiker der Conquista sowie Streiter für die Würde der Indigenen Völker Amerikas in den eroberten Gebieten. Als erster Bischof von Chiapas im heutigen Mexiko versuchte er, Reformen vor Ort umzusetzen, stieß dabei jedoch auf erheblichen Widerstand. In der Valladolid-Debatte (1550–1551) argumentierte er gegen die Unterwerfung der Indigenen.
Er verfasste detaillierte historische Abhandlungen über die Ereignisse in der Zeit zwischen 1492 und 1536, deren Augenzeuge er in vielen Fällen war, kritisierte die brutale Ausbeutung der Indigenen durch das Encomienda-System und prangerte diese in seinem Werk Brevísima relación de la destrucción de las Indias an, das die Grausamkeiten der Kolonialherrschaft schildert. Sein Einsatz trug zur Verabschiedung der Leyes Nuevas von 1542 bei, die den Schutz der Indigenen stärken sollten.

## Leben

### Kindheit und Jugend
Bartolomé de Las Casas wurde 1484 oder 1485 in Sevilla geboren. Lange wurde 1474 als sein Geburtsjahr angenommen. Daher wurde in Spanien und Lateinamerika 1974 sein 500. Geburtstag gefeiert. Im Jahre 1976 wurde eine Gerichtsakte aus dem Jahr 1516 gefunden, in der Las Casas als Zeuge zu Protokoll gab, 31 Jahre alt zu sein. Das daraus folgende Geburtsjahr 1484/85 gilt heute als gesichert. Meist wird 1484 als Geburtsjahr angegeben.
Las Casas wuchs in einfachen Verhältnissen auf. Sein Vater war Kaufmann, seine Mutter betrieb eine Backstube. Las Casas besuchte die Kathedralschule in Sevilla und studierte danach alte Sprachen, Geschichte und Philosophie.
Er hatte früh Bezug zu der einsetzenden Eroberung des amerikanischen Kontinents durch die Spanier, denn sein Vater Pedro und sein Onkel Francisco Peñalosa begleiteten Christoph Kolumbus auf dessen zweiter Reise auf die Insel Hispaniola. Von dieser brachte der Vater dem Vierzehnjährigen einen indigenen Jungen mit, der auf der Insel versklavt worden war. Es entwickelte sich für eineinhalb Jahre ein intensives Verhältnis zwischen den beiden Jungen. Da die spanische Königin Isabella I. die Versklavung ihrer neuerworbenen Untertanen für unrechtmäßig erklärte, wurden die nach Spanien Gebrachten jedoch wieder in ihre Heimat zurückgeschickt. Auf Hispaniola trafen sich beide später wieder.

### Eroberer und Kolonist (1502–1514)
Am 13. Februar 1502 brach Las Casas selbst in die Neue Welt auf, um sich auf Hispaniola niederzulassen. Er nahm dort als Soldat an zwei Feldzügen teil, in denen die letzten freien Ureinwohner der Insel, die Taíno, unter spanische Herrschaft gebracht werden sollten. Danach erhielt er eine Zuteilung von Land und von Indigenen, die für ihn arbeiten mussten (Encomienda). Von 1506 bis 1507 begab sich Las Casas auf eine Reise nach Rom, um die Priesterweihe zu empfangen.
1511 nahm er als Konquistador an der Eroberung Kubas teil. Die Eroberer unter Diego Velázquez de Cuéllar trafen auf Widerstand der dort lebenden Taíno. Sie nahmen den Kaziken der Provinz, Hatuey, gefangen und verbrannten ihn bei lebendigem Leib. Vor der Hinrichtung versuchte ein Franziskanerbruder, ihn zur Konversion zum Christentum zu bewegen, damit er nach dem Tod in den Himmel käme. Las Casas überlieferte später die Antwort Hatueys:

„Hatuey dachte ein wenig nach und fragte dann, ob Christen in den Himmel kämen. Der Mönch sagte: ja, wenn es gute Christen sind. Darauf sagte der Kazike ohne weiteres Nachdenken, dann wolle er nicht in den Himmel, sondern in die Hölle, nur um derartige grausame Menschen nicht sehen und mit ihnen zusammensein zu müssen.“

Im Laufe des Feldzuges wurde Las Casas zum Feldkaplan berufen. Er setzte sich dafür ein, dass die Zusammentreffen zwischen Spaniern und Indigenen möglichst friedlich verliefen. Trotzdem kam es zu einem Massaker, das er in seiner Historia general de las Indias beschrieb. Dank seiner Autorität konnte er dabei 40 Menschen das Leben retten, indem er sich den spanischen Soldaten entgegenstellte. Nach der Eroberung bewirtschaftete er gemeinsam mit einem Partner eine Encomienda. Mit den ihm zugeteilten Indigenen baute er einen landwirtschaftlichen Betrieb auf, andere schickte er in die Goldminen.

### Umdenkprozess
Seitdem eine Gruppe Missionare des Dominikanerordens im Jahre 1510 in die Neue Welt gekommen waren, predigten sie gegen die ungerechte Behandlung der Ureinwohner durch die spanischen Eroberer. Am vierten Adventsonntag 1511 hielt der Dominikaner Antonio de Montezinos in der Kirche von Santo Domingo die sogenannte „Adventspredigt“. Die anwesenden spanischen Kolonisatoren fragte er:

„Mit welchem Recht und welcher Gerechtigkeit haltet ihr diese Indios in einer so grausamen und schrecklichen Knechtschaft? Mit welcher Befugnis habt ihr diese Völker blutig bekriegt, die ruhig und friedlich in ihren Ländern lebten, habt sie in ungezählter Menge gemartert und gemordet? Ihr unterdrückt sie und plagt sie, ohne ihnen zu essen zu geben und sie in ihren Krankheiten zu heilen, die über sie kommen durch die maßlose Arbeit, die ihr ihnen auferlegt, und sie sterben – oder besser gesagt: ihr tötet sie, um Tag für Tag Gold zu gewinnen.“

Aus diesen Gründen verweigerten die Dominikaner jedem die Absolution, der Indigene besaß. Als Las Casas bei einem Dominikaner die Beichte ablegen wollte, wurde auch ihm diese verweigert. Er begann ab 1514, seinen Lebensstil zu überdenken:

„[…] jeden Tag mehr befestigte sich in ihm [Las Casas über sich selbst] die Überzeugung, dass alles, was man den Indios in diesen Ländern antat, ungerecht und tyrannisch war. Später pflegte er zu sagen: Seit der ersten Stunde, da er begann, die Nebel dieser Unwissenheit zu zerstreuen, habe er niemals ein Buch in Latein oder Spanisch gelesen (und das waren in vierundvierzig Jahren ungezählte), aus dem nicht klar das Recht der Indios hervorging und die Verurteilung des Unrechts, das man ihnen zufügte.“

Ein Schlüsselmoment war, als er die Predigt zum Pfingstfest 1514 vorbereitete und dabei auf diese Verse im Buch Jesus Sirach stieß:

„Kärgliches Brot ist das Leben der Armen, wer es ihnen raubt, ist ein Blutsauger. Den Nächsten mordet, wer ihm den Unterhalt wegnimmt, und Blut vergießt, wer einem Lohnarbeiter den Lohn raubt.“

Las Casas gab seine Indianer an den Gouverneur von Kuba zurück und verließ die Insel im Sommer 1515.

### Eintreten für die Rechte der Indigenen, Missionsversuche in Venezuela
Der spanische König Ferdinand II. hatte Ende 1512 die Gesetze von Burgos erlassen, die die Unterdrückung der amerikanischen Ureinwohner beschränken sollten. Beispielsweise wurde es verboten, Kinder unter vierzehn Jahren zur Zwangsarbeit zu verpflichten, außerdem wurde die Dauer der Zwangsarbeit auf neun Monate pro Jahr festgelegt. Las Casas gingen diese Gesetze nicht weit genug, und er erreichte dank seiner Beziehungen zum Erzbischof von Sevilla Diego de Deza eine Audienz beim König. Am 23. Dezember 1515 kam es zu einem kurzen Gespräch am Hof in Plasencia. Ferdinand starb am 23. Januar 1516, so dass ein weiteres vereinbartes Gespräch nicht mehr stattfand. Las Casas begab sich nach Madrid, um auch die neue Regierung des damals sechzehnjährigen Karl I. von Spanien von der Dringlichkeit seines Anliegens zu überzeugen. Er versuchte vor allem, eine angemessene Lebensgrundlage der zur Arbeit verpflichteten Indigenen, deren ausreichende Versorgung mit Lebensmitteln sowie ärztliche Versorgung durchzusetzen.
Am 17. September 1516 wurde Las Casas zum „Universellen Prokurator aller Indianer in Westindien“ berufen. Damit vertrat er von nun an offiziell deren Interessen vor dem König und vor dem Indienrat. In dieser Zeit schrieb er seine ersten drei Denkschriften, die er zur Rettung der Indigenen verfasste. Im dritten Memorial urteilt er über die Folgen der Ausbeutung durch die spanischen Siedler:

„Und so ist es gekommen, dass die Indios, schlecht behandelt und noch schlechter verpflegt und sehr abgearbeitet, sich vermindert haben von einer Million Seelen, die es auf Española gab, auf fünfzehn- oder sechzehntausend, und sie werden alle sterben, wenn nicht schnellstens geholfen wird.“

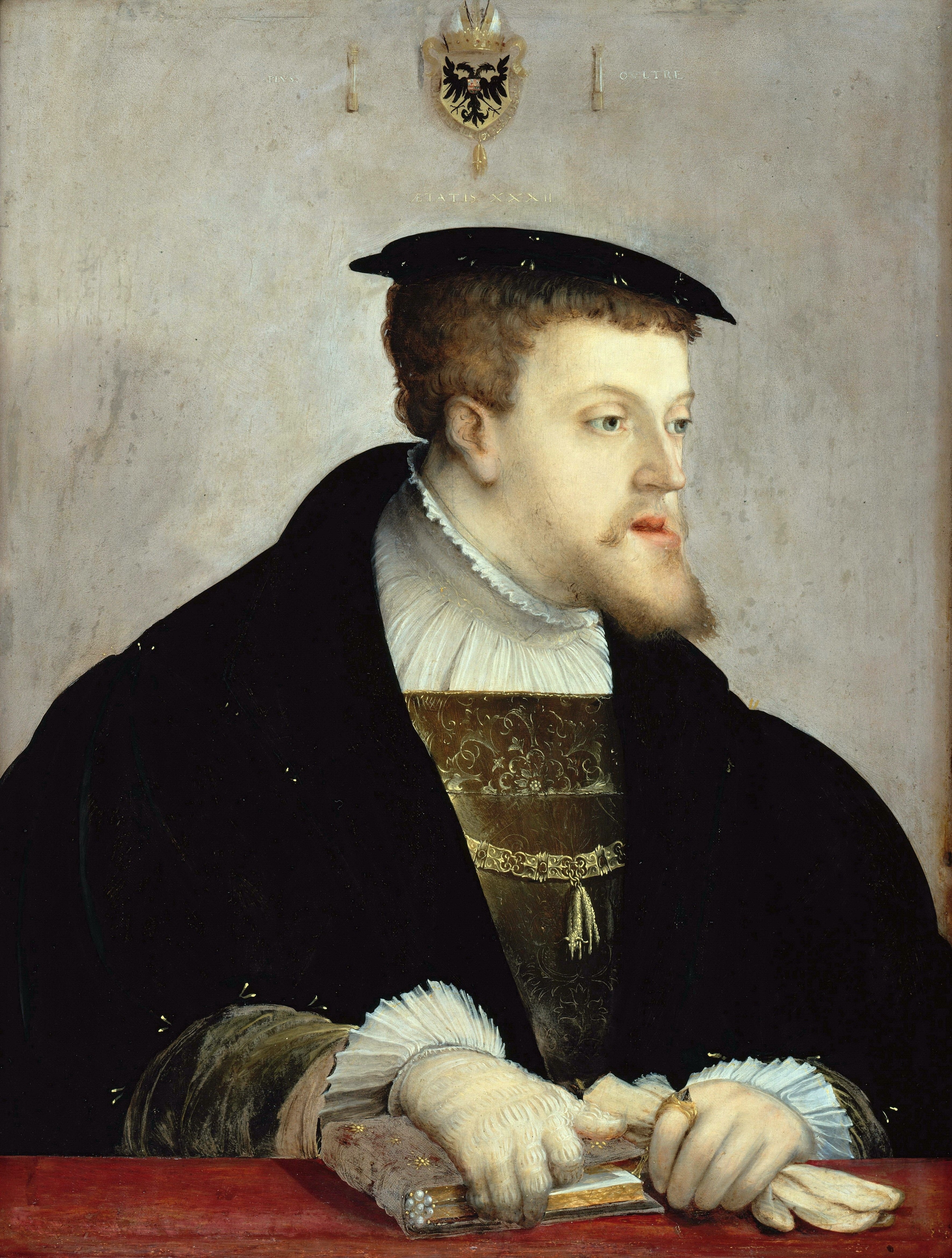
Kaiser Karl V., König von Spanien (Porträt von Christoph Amberger, um 1532)

Las Casas erreichte die Einsetzung einer Untersuchungskommission auf Hispaniola, mit der er am 11. November 1516 erneut in See stach. Die Arbeit dieser Kommission wurde vor Ort jedoch unmöglich gemacht, so dass er im Mai 1517 nach Spanien zurückreiste. Er wurde von Karl I. zum königlichen Kaplan ernannt.
Da auf den Großen Antillen inzwischen kaum Einheimische überlebt hatten, wandte sich Las Casas neuen Missionszielen zu. Am 19. Mai 1520 unterzeichnete er einen Vertrag mit dem König, der ihm die venezolanische Küste als Siedlungs- und Missionsgebiet zusprach. Das zugewiesene Gebiet umfasste die Küste von der Halbinsel Paria bis Santa Maria im heutigen Kolumbien sowie alle landeinwärts gelegenen Gebiete. Damit hätte es bis zur damals noch nicht bekannten Südküste, also bis an die Magellanstraße gereicht und somit etwa die Hälfte des südamerikanischen Kontinents eingenommen. Am 14. Dezember stach Las Casas mit seinen Siedlern in See. Er wurde aber auf Hispaniola aufgehalten; seine Siedler schlossen sich einer Sklavenexpedition an. Er fuhr daraufhin weiter nach Venezuela und lebte dort als Gast von Missionaren des Franziskanerordens in Cumaná. Die Patres bewirtschafteten dort einige Felder und versuchten, die Eingeborenen von ihren freundlichen Absichten zu überzeugen. Die friedliche Mission endete allerdings mit der Ankunft von spanischen Sklavenjägern. Während sich Las Casas im Dezember 1521 mit dem Schiff nach Hispaniola begab, um gegen weitere Raubzüge einzutreten, töteten die Indigenen die Ordensbrüder in der Annahme, dass sie gemeinsame Sache mit den Sklavenjägern gemacht hätten. Las Casas zog sich nach diesem Misserfolg ins Kloster zurück. Das ihm zugewiesene Gebiet in Venezuela wurde 1526 vom König an die Welser verpfändet, die dort ihre Kolonie Klein-Venedig (Venezuela) gründeten.

### Klosterjahre (1522–1535)
1522 begann Las Casas ein Noviziat im Dominikanerkonvent von Santo Domingo. 1526 ging er mit zwei Ordensbrüdern nach Puerto Plata an der Nordküste Hispaniolas, um dort einen neuen Konvent zu gründen. Dort begann er auch mit der Arbeit an seiner umfassenden Historia general de las Indias.
1529 wurde er vom Bischof von Mexico Juan de Zumárraga und dem Bischof von Tlaxcala Julián Garcés nach Neuspanien berufen. 1531 reiste er nach Tenochtitlán, der Hauptstadt des ehemaligen Aztekenreiches, die 1521 von Hernán Cortés zerstört und als spanische Kolonialstadt wieder aufgebaut worden war. Las Casas kannte Cortés seit der Eroberung Kubas, an der beide zwanzig Jahre zuvor teilgenommen hatten. Er kam schnell in Konflikt mit den spanischen Siedlern, denn er verweigerte jedem die Absolution, der Indigene als Sklaven hielt und sie nicht freilassen wollte. Nachdem er einem Großgrundbesitzer mit guten Beziehungen zum König die letzte Beichte verweigert hatte, wurde er – zurück auf Hispaniola – aus Puerto Plata zurück in den Konvent von Santo Domingo versetzt. Neben seiner Arbeit an der Historia studierte er während der Jahre im Kloster Theologie und wahrscheinlich auch Rechtswissenschaften.

### Tätigkeit in Nicaragua und Guatemala (1535–1540)
1535 brach Las Casas gemeinsam mit dem Bischof von Panama in Richtung Peru auf, das drei Jahre zuvor von Francisco Pizarro erobert worden war. Auf der Überfahrt herrschte zweieinhalb Monate lang völlige Windstille, und als alle Vorräte aufgebraucht waren, musste das Schiff aufgegeben werden. Las Casas gelangte mit anderen Überlebenden in einem kleinen Boot an die Küste von Nicaragua. Zu Fuß kam er nach Granada, der damals größten Stadt Nicaraguas. Dort erfuhr er, dass es nur noch wenige überlebende Indigene in Peru gab. Er beschloss daher, eine Missionstätigkeit in Nicaragua aufzunehmen. Er predigte gegen den Krieg und die Ausbeutung der Indigenen und schrieb einen Brief an den königlichen Hof. Darin berichtet er, dass zehntausende Indigene gefangen genommen, gebrandmarkt und als Sklaven nach Panama und Peru verkauft worden seien. Gegen diese – inzwischen legalisierte – Praxis reklamierte Las Casas mit theologischen und juristischen Argumenten die Rechte der Indigenen. Er kam durch seine Arbeit wiederum sehr schnell in Konflikt mit den spanischen Siedlern.

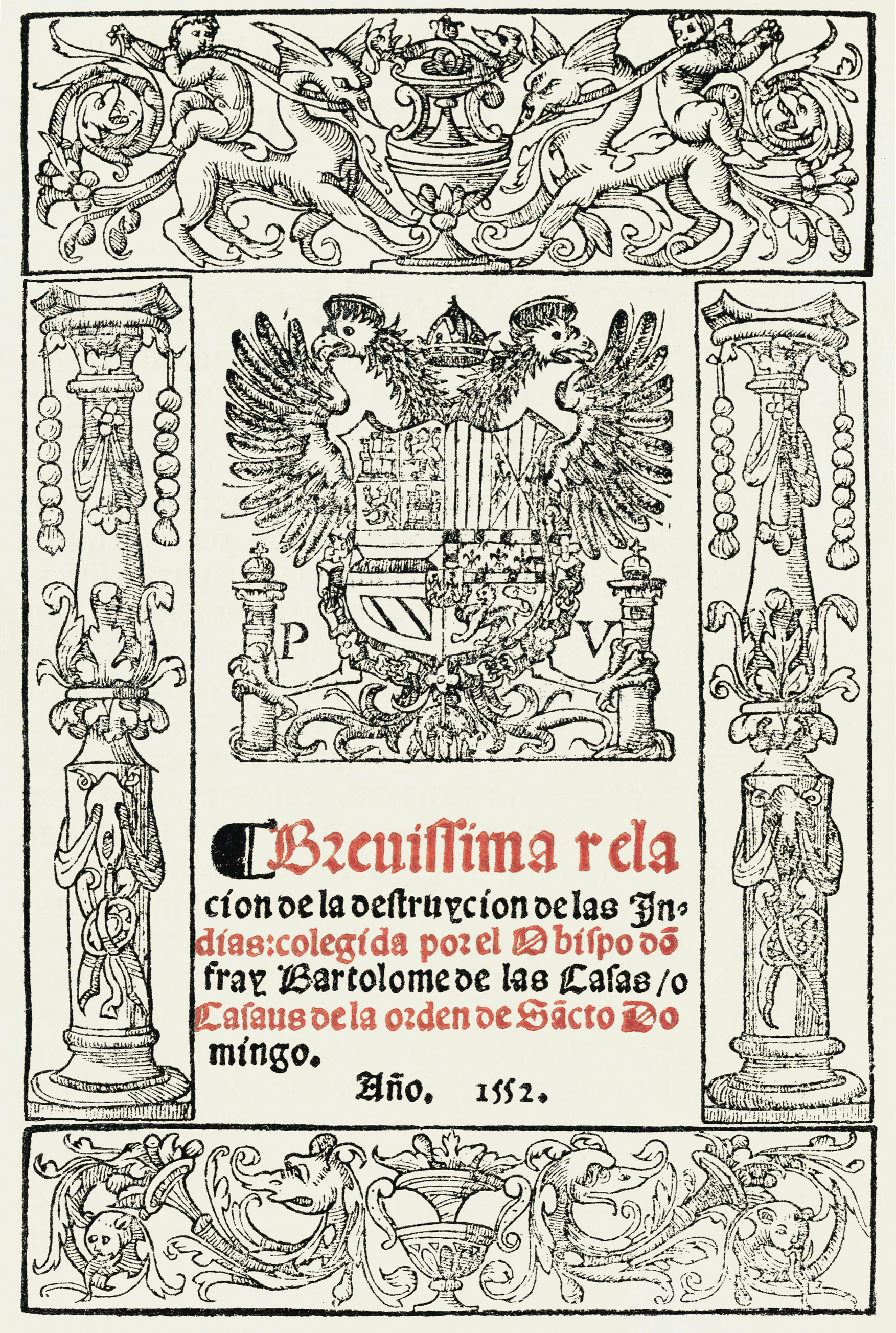
Brevísima relación de la destrucción de las Indias occidentales (1542).

Er entsprach daher der Einladung Francisco Marroquíns, seit 1534 erster Bischof von Guatemala, seine Arbeit bei diesem fortzusetzen. Marroquín machte Las Casas zu seinem Vertrauten und Stellvertreter. 1537 schloss Las Casas mit dem Bischof und dem Gouverneur von Guatemala einen Vertrag, der es ihm und seinen Gefährten gestattete, die Einwohner des „Tezulutlán“ oder „Kriegsland“ genannten Gebietes im Norden des Landes zu missionieren. Der Vertrag sah vor, dass kein anderer Spanier das Gebiet betreten und keine Kriege gegen die Indigenen geführt werden durften, falls es Las Casas gelingen würde, die Indigenen auf friedlichem Wege zum Christentum zu bekehren. Er nannte das Land Verapaz („wahrer Friede“).
Diesmal stieß er auf Widerstand aus seinem eigenen Orden. 1538 wurde er zu einem Ordenskapitel nach Mexiko abberufen und durfte nach dessen Ende nicht wieder zurückkehren. Als Grund dafür führten seine Oberen das freie Leben der Missionare in Guatemala an, welches die Regeln des klösterlichen Lebens verletze. 1539 konnte er nach Guatemala zurückkehren, um seine Mission fortzuführen. Bereits am 12. März 1540 verließ er das Land wieder, um seine Anliegen erneut dem Kaiser vorzutragen. Er verfasste den Kurzgefaßten Bericht von der Verwüstung der Westindischen Länder, mit dem er sich direkt an den Kaiser wandte.

### Bischof von Chiapas (1544–1546)
1543 beschloss Kaiser Karl V., Las Casas als Bischof von Chiapas vorzuschlagen. Las Casas erreichte, dass dem Bistum auch die Provinzen Tezulutlán, Lacandó und Socunusco angegliedert wurden, was neben dem heutigen mexikanischen Bundesstaat Chiapas auch die gesamte Halbinsel Yucatán und das nördliche Guatemala einschloss. Somit lag sein Missionsland Verapaz in seiner Diözese.

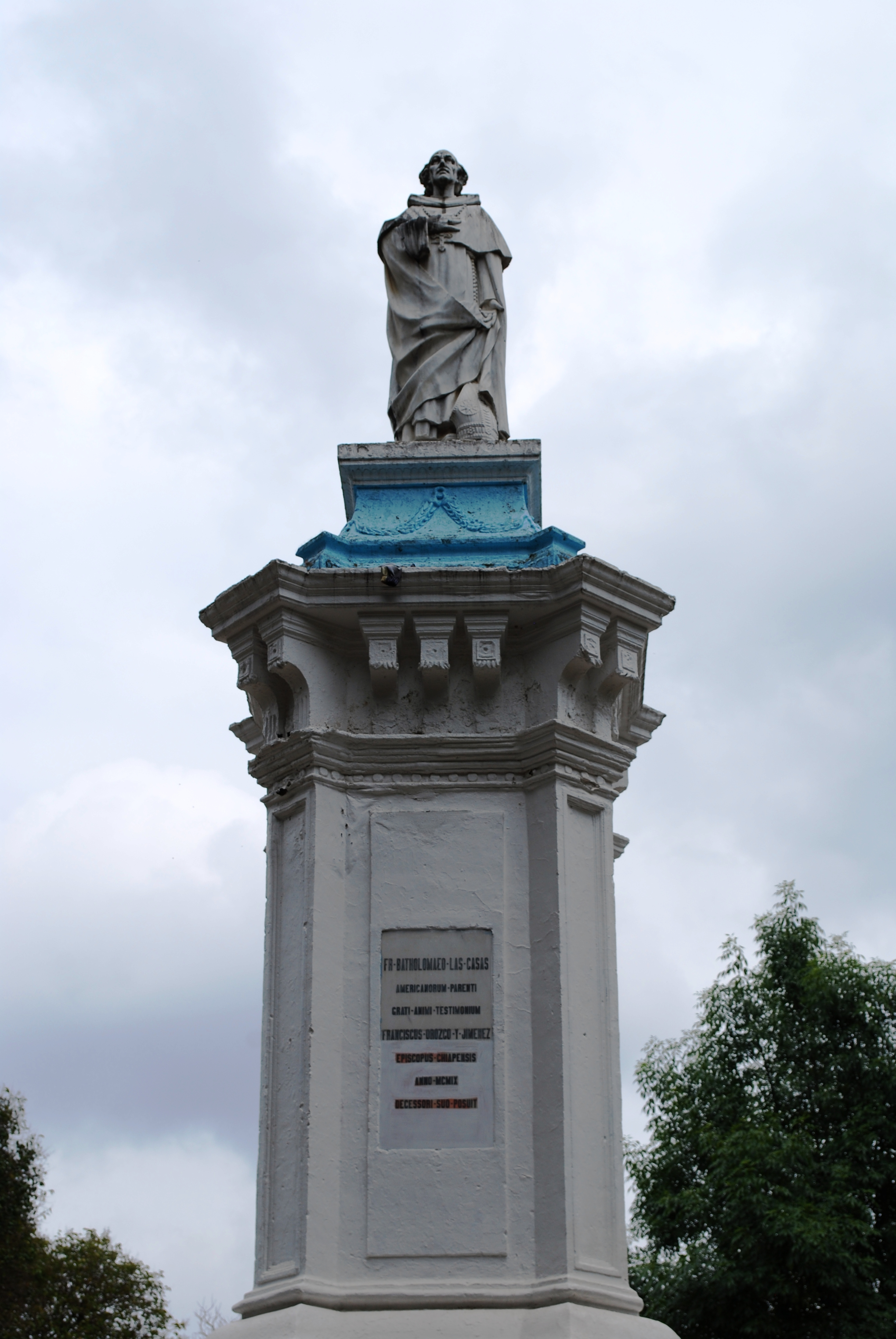
Statue von Bartolomé de Las Casas in der mexikanischen Stadt San Cristóbal de las Casas

Am 19. Dezember 1543 wurde Las Casas zum Bischof von Chiapas ernannt. Die Bischofsweihe spendete ihm der Bischof von Modruš, Diego de Loaysa CRSA, am 30. März 1544. Mitkonsekratoren waren Cristóbal de Pedraza, Bischof von Comayagua, und der Weihbischof in Cassano all’Jonio, Pedro Torres. Las Casas erreichte nach einer langen Überfahrt erst ein Jahr später seinen neuen Amtssitz in der Ciudad Real de los Llanos de Chiapas. Heute heißt diese Stadt nach ihm San Cristóbal de las Casas. Der Titel eines Bischofs verlieh ihm eine gewisse Autorität gegenüber den Siedlern in der Neuen Welt, zudem war er von nun an nicht mehr an die Weisungen der Ordensoberen gebunden.
Als erstes begab sich Las Casas im Mai 1545 auf eine Reise nach Verapaz und konnte von dort erste Erfolge berichten. Seine Arbeit als Bischof wurde ihm jedoch unmöglich gemacht, indem man ihm die Auszahlung seiner Bezüge verweigerte. Man beschuldigte ihn als den Urheber der Neuen Gesetze, die 1542 auch auf sein Betreiben erlassen worden waren, und damit als Verantwortlichen für den Aufstand und den Bürgerkrieg in Peru. Man verleumdete ihn beim Kaiser und bedrohte ihn mit dem Tod. Ende des Jahres 1545 bat er den Kaiser, ihn von seinem Amt zu entbinden. Die Neuen Gesetze (Leyes Nuevas) verboten die Versklavung der Indigenen. Sie wurden aber in der Neuen Welt nie durchgesetzt und von den spanischen Siedlern aufs schärfste bekämpft, so dass der Kaiser sie 1545 teilweise wieder zurücknehmen musste.

### Wirken in Spanien (ab 1546)
Im Dezember 1546 kehrte Las Casas im Alter von 62 Jahren endgültig nach Spanien zurück. Er lebte dort am Hof des Prinzen Philipp und nahm seine Tätigkeit als Prokurator der Indianer wieder auf. Sein fortgesetztes Engagement zahlte sich schließlich aus, als der Kaiser am 16. April 1550 alle Konquistas aussetzen ließ, was für sechs Jahre durchgehalten wurde. Las Casas verfasste einige weitere Werke, war Beigeordneter des Indienrates und führte mit Juan Ginés de Sepúlveda im Jahr 1550/51 die Disputation von Valladolid über die zukünftige Behandlung der Indigenen.
Im Januar 1551 bestätigte ihm der Papst den Verzicht auf das Bischofsamt von Chiapas. Las Casas lebte von da an im Kloster San Gregorio in Valladolid. Im selben Jahr nahm er als Vertreter des Königs am Generalkapitel seines Ordens in Salamanca teil. 1552 war er in seiner Geburtsstadt Sevilla, wo er versuchte, Missionare für die Neue Welt anzuwerben. Dort hatte er Zugriff auf die Bibliothek des Fernando Kolumbus (eines unehelichen Sohns von Kolumbus), die Biblioteca Colombina, und nahm die Arbeit an seiner Historia de las Indias wieder auf.
1553 kehrte er in das Kolleg San Gregorio zurück. Ihn beschäftigte in dieser Zeit ein weiteres Vorhaben, das Überleben der Indigenen Bevölkerung zu unterstützen. Bislang hatten die spanischen Siedler ihre Encomienda, das heißt die Zuteilung von Land und Indigenen, nur für eine bestimmte Zeit erhalten. Die spanischen „Encomenderos“ boten der in Zahlungsschwierigkeiten befindlichen Krone acht Millionen Pesos für eine Umwandlung der zeitlich befristeten Encomienda in solche „auf Ewigkeit“. Las Casas seinerseits fand genügend Unterstützer, um 1559 dem König eine wesentlich höhere Summe anbieten zu können, falls er sich dagegen entscheiden würde. Philipp II. war jedoch unschlüssig und traf schließlich keine Entscheidung in dieser Angelegenheit.

### Letzte Jahre
Im November 1559 wurde Las Casas von der Inquisition als Entlastungszeuge im Prozess gegen Bartolomé de Carranza vorgeladen. Seine Aussagen trugen dazu bei, dass Carranza freigesprochen wurde. Er konnte außerdem erreichen, dass der König den Inquisitor seines Amtes enthob.
Am 18. Juli 1566 starb Las Casas im Dominikanerkloster Unserer Lieben Frau von Atocha bei Madrid. Wo sich sein Grab befindet, ist nicht mehr bekannt.

## Bedeutung

### Verteidiger der Rechte der Ureinwohner

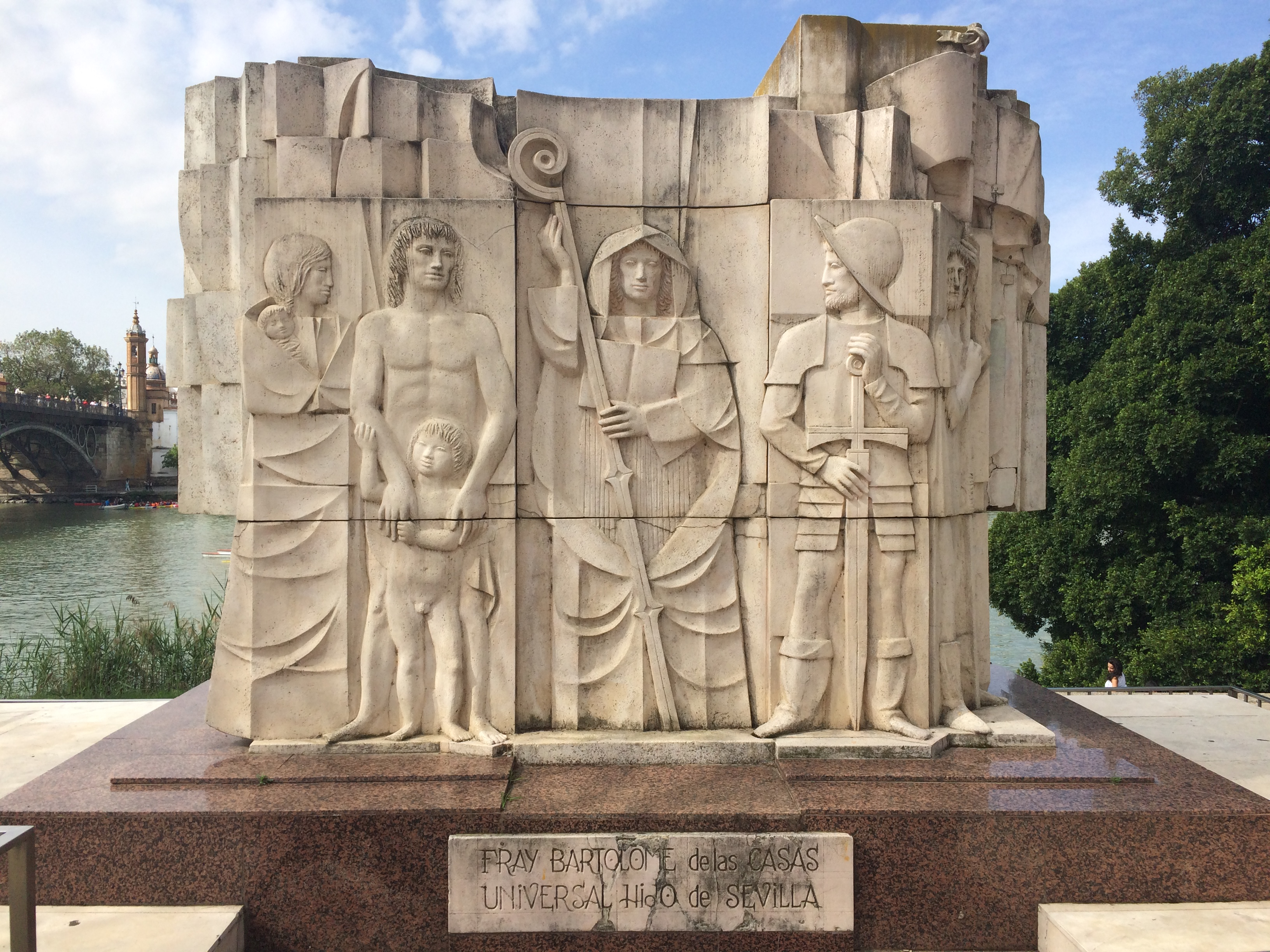
Das im Jahre 1984 von Emilio García Ortiz geschaffene Denkmal in Sevilla

Bedeutung erlangte Las Casas vor allem als einer der frühesten Verteidiger der Rechte der Ureinwohner. Seine Werke enthalten einige der frühesten Anklagen gegen den Völkermord an den amerikanischen Ureinwohnern durch die Konquistadoren. Er trat dabei sowohl als Augenzeuge als auch als Verteidiger der Indianer am Hofe und in der katholischen Kirche auf. Dabei brachte er die Idee auf, die Arbeitskraft der, wie ihm schien, wenig belastbaren indigenen Bevölkerung durch die von Afrikanern zu ersetzen, da er davon ausging, dass es sich dabei um verurteilte Schwerverbrecher handelte, die so ihre Strafe erhielten. Bald darauf wurden tatsächlich Afrikaner als Sklaven nach Westindien importiert. Erst spät in seinem Leben erkannte Las Casas, dass die Afrikaner schuldlos versklavt wurden, bereute diese Äußerungen und kritisierte scharf den transatlantischen Sklavenhandel.
Las Casas setzte damit das Werk fort, welches bereits von den ersten Missionaren der Franziskaner- und Dominikanerorden auf Hispaniola begonnen worden war. Wie diese predigte er gegen den Krieg und die Versklavung der Indianer, lebte unter ihnen und sprach auch ihre Sprachen. Zunächst ging es ihm vorrangig um eine friedliche Bekehrung der Indianer zum Christentum. Er war gegen die gewaltsame Unterwerfung und die Zwangsbekehrung und versuchte, seinen Glauben durch Worte und Taten zu verbreiten. Später stellte er auch die Rechtmäßigkeit der Konquista und damit des spanischen Herrschaftsanspruches über die Neue Welt in Frage.
In seinen jeweiligen Ämtern als Prokurator der Indianer, Beigeordneter des Indienrates oder Bischof von Chiapas setzte er sich dafür ein, den Krieg gegen die Indianer und ihre Versklavung zu beenden. Dank seiner geistlichen Autorität und seines Einflusses als Vertrauter des Königs konnte er einige Erfolge erzielen. So waren zum Beispiel die vom König erlassenen Neuen Gesetze oder die vom Papst erlassene Bulle Sublimis Deus auch seinem Einfluss zu verdanken.

### Chronist der Konquista
Las Casas brachte eine der genauesten und frühesten Beschreibungen der Konquista von der Eroberung Hispaniolas durch Christoph Kolumbus (ab 1492) bis zur Eroberung Perus (1532–1536) zu Papier. Seine Werke enthalten Berichte über die Besiedlung Hispaniolas, die Eroberung von Kuba und Mittelamerika, die er als Augenzeuge miterlebt hatte, sowie Abschriften und Zusammenfassungen anderer wichtiger zeitgeschichtlicher Dokumente. Durch ihn ist eine fast wortgetreue Abschrift des Bordbuches des Christoph Kolumbus überliefert, des ausführlichen Berichtes über dessen erste Reise in die Neue Welt.

### Ethnograph der indianische Kulturen
Von ebenso großer Bedeutung sind seine Zeugnisse über das Leben und die Sprachen der indigenen Völker. Neben den Berichten des Missionars Ramón Pané sind seine Aufzeichnungen die einzigen glaubwürdigen Berichte über die Taíno. Die Taíno lebten bis zur Ankunft der Spanier auf den Großen Antillen und waren bereits zu Lebzeiten Las Casas’ bis auf wenige Überlebende durch Zwangsarbeit, Hunger und Krankheiten vernichtet worden.

### Las Casas und der transatlantische Sklavenhandel
Las Casas wurde vorgeworfen, den Handel mit afrikanischen Sklaven eingeführt oder zumindest angeregt zu haben. Anlass gab ein Bericht, in dem er beschreibt, wie ihm einige Siedler auf Hispaniola das Angebot machten, ihre indianischen Sklaven freizulassen, wenn sie im Gegenzug Lizenzen für den Erwerb von afrikanischen Sklaven erhielten. Las Casas hatte dem zugestimmt. Er hielt lange Zeit den Einsatz von afrikanischen Sklaven für rechtmäßig und hatte als Bischof von Chiapas selbst welche in seinem Gefolge. Später kam es zu einem Sinneswandel.

„Er [Las Casas über sich selbst] war sich des Unrechts nicht bewußt, mit dem die Portugiesen sie einfingen und zu Sklaven machten. Nachdem er dies erkannte, hätte er den Rat um alles in der Welt nicht mehr gegeben, denn es war immer Unrecht, wenn man sie fing, und Tyrannei, wenn man sie zu Sklaven machte; die Neger haben die gleichen Rechte wie die Indios.“

Von Las Casas ist der wahrscheinlich älteste Text überliefert, in dem der Handel mit afrikanischen Sklaven als Sünde und Verbrechen bezeichnet wird.

## Werke und Rezeption

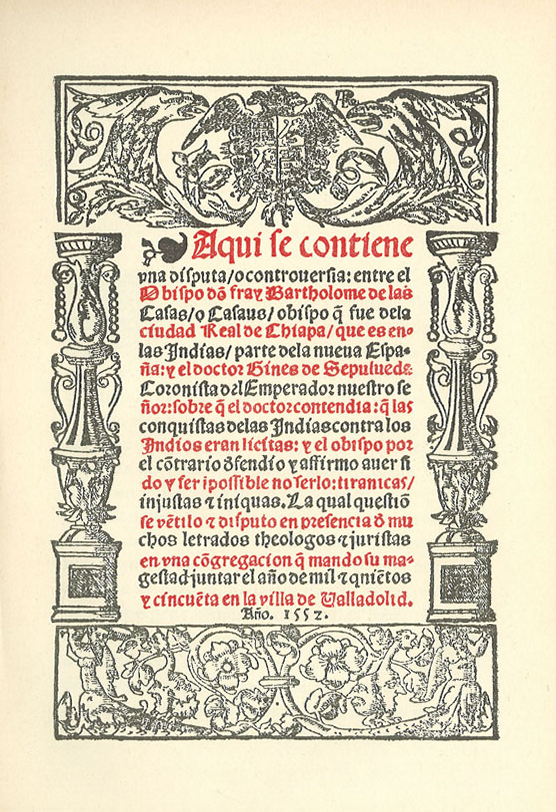
Disputa o controversia con Ginés de Sepúlveda (1552).

Bartolomé de Las Casas’ Hauptwerk ist die dreibändige Geschichte der Westindischen Länder (Historia general de las Indias), auch kurz Historia genannt. Unter zahlreichen weiteren Berichten erlangte vor allem der Kurzgefaßte Bericht von der Verwüstung der Westindischen Länder (Brevísima relación de la destrucción de las Indias occidentales) von 1552 Bedeutung.

### Ausgaben
- Bartolomé de Las Casas: Obras completas. 15 Bände, Madrid 1989–1995.
- Bartolomé de Las Casas: Werkauswahl. 4 Bände, herausgegeben von Mariano Delgado, Paderborn 1994–1997.
- Bartolomé de Las Casas: Historia de las Indias. 4 Bände, herausgegeben von Miguel Ginesta, Madrid 1875, Volltext und Scans aller vier Bände online abrufbar im Internet Archive: Band 1 – Internet Archive, Band 2 – Internet Archive, Band 3 – Internet Archive, Band 4 – Internet Archive.
- Bartolomé de Las Casas: Historia de las Indias. 3 Bände, herausgegeben von Augustin Millares Carlo und Lewis Hanke, Mexiko-Stadt 1951.
- Bartolomé de Las Casas: Bericht von der Verwüstung der Westindischen Länder. Insel, Frankfurt/M. 1966 (Nachdruck 1990, hrsg. v. Hans Magnus Enzensberger, ISBN 3-458-32253-1).
- Bartolomé de Las Casas: Kurzgefaßter Bericht von der Verwüstung der Westindischen Länder. Herausgegeben von Michael Sievernich. Insel, Frankfurt/Main / Leipzig 2006, ISBN 3-458-34862-X.

### Erste Veröffentlichungen
Las Casas ließ bereits zu Lebzeiten einige seiner Werke drucken, diese waren aber nicht zur Veröffentlichung bestimmt, sondern wurden für einen engen Leserkreis vervielfältigt, darunter Prinz Philipp. Auf eine Veröffentlichung von Werken über die „westindischen Angelegenheiten“ ohne die Genehmigung des Indienrates standen strenge Strafen, seit 1558 sogar die Todesstrafe. Um 1565 schrieb der Vizekönig von Peru: „Die Bücher dieses fanatischen und boshaften Bischofs gefährden die spanische Herrschaft in Amerika.“ So entstanden die ersten Veröffentlichungen seiner Schriften außerhalb Spaniens: 1571 in Frankfurt am Main, 1625 in Tübingen, 1678 in Jena und 1701 in Köln. Die erste spanische Ausgabe erschien 1822 noch in Paris. Nach anderen Quellen erschienen spanischsprachige Ausgaben des „Kurzgefaßten Berichts“ 1646 in Barcelona, 1812 in London, 1821 in Philadelphia sowie 1822 in Mexiko und Guadalajara.

### Weltliche und geistliche Vereinnahmung

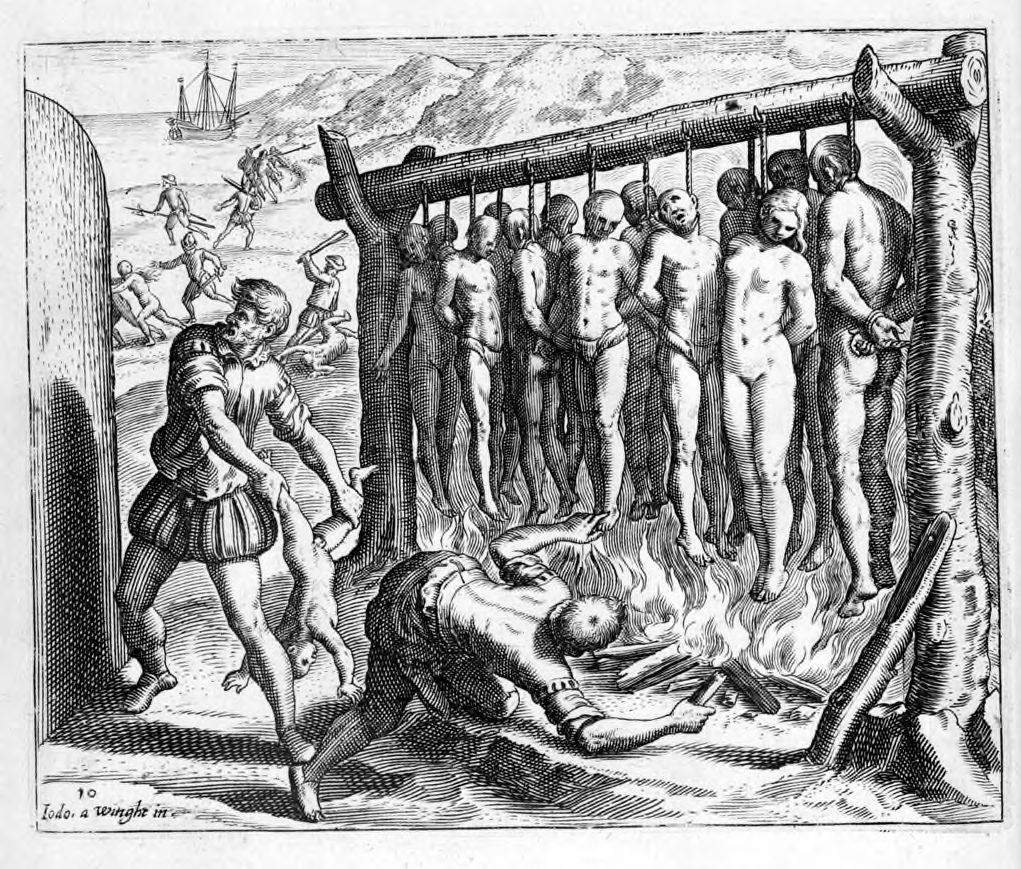
Illustration (1552) aus der deutschen Veröffentlichung des Kurzgefaßten Berichts von Joos van Winghe und Theodor de Bry

Bereits erste Ausgaben des Kurzgefaßten Berichts wurden durch Änderung eines Titels, Hinzufügen eines Vorworts oder Nachworts politisch oder geistlich motiviert in einen veränderten Kontext gestellt. So dienten die ersten Veröffentlichungen in Lateinamerika zur Legitimierung des Widerstands gegen die Spanier im Unabhängigkeitskampf der Kreolen, also ausgerechnet der Nachkommen der Konquistadoren. Die ersten niederländischen Ausgaben entstanden während des Spanisch-Niederländischen Krieges und dienten ebenso als weltliche und geistliche Propaganda gegen Spanien, wie auch spätere deutsche Ausgaben während des Dreißigjährigen Krieges.

### Rezeption in Spanien
In Spanien begegnete man dem Vorwurf, ein besonders grausames und blutrünstiges Volk zu sein, mit dem Begriff der „Schwarzen Legende“ (Leyenda negra): die Berichte Las Casas’ wurden als Teil der antispanischen Propaganda und Geschichtsverfälschung abgetan. Im Jahre 1660 wurde der Kurzgefaßte Bericht vom Heiligen Tribunal in Saragossa verboten. Begründet wurde dieser Schritt damit, dass die Schilderungen von Las Casas dem Ansehen Spaniens schaden würden:

„Dieses Buch berichtet von sehr schrecklichen und grausamen Handlungen, wie sie in der Geschichte anderer Nationen nicht ihresgleichen haben, und schreibt sie den spanischen Soldaten und Kolonisten zu, die der katholische König entsandt hatte. Nach meiner Ansicht sind solche Berichte eine Beleidigung für Spanien. Sie müssen deshalb unterbunden werden.“

Der spanische Historiker Ramón Menéndez Pidal versuchte noch Mitte des zwanzigsten Jahrhunderts nachzuweisen, dass Las Casas geisteskrank gewesen sein müsse, und nennt ihn einen „größenwahnsinnigen Paranoiker“.

### 20. Jahrhundert
In den sozialistischen Ländern wurde Las Casas als ein Vorkämpfer gegen den Imperialismus gefeiert. Der Kurzgefaßte Bericht erschien 1954 in Prag, 1956 in Warschau und 1958 in Leipzig.
In der 1966 von Hans Magnus Enzensberger herausgegebenen westdeutschen Ausgabe zieht dieser im Vorwort eine Parallele zwischen der Unterdrückung der „Indios“ durch die Spanier und der Behandlung des vietnamesischen Volkes durch die USA im Vietnamkrieg.

„Der Prozeß, der mit der Conquista begann, ist nicht zu Ende. Er wird in Südamerika, in Afrika und Asien geführt. Nicht wir sind es, denen das Urteil über den Mönch aus Sevilla zusteht. Vielleicht hat er das unsrige gesprochen.“

## Verehrung
- Die mexikanische Stadt San Cristóbal de las Casas wurde 1848 zu Ehren des ersten Bischofs von Chiapas umbenannt.
- Skulpturen und Monumente gibt es etwa in Sevilla und San Cristóbal de las Casas.
- Las Casas’ Abbild ziert die 1-Centavo-Münze des Guatemaltekischen Quetzal.

### Gedenktage
- Anglikanische Kirche: 20. Juli im Common Worship[55]
- Evangelische Kirche in Deutschland: 31. Juli im Evangelischen Namenkalender[56]
- Evangelisch-Lutherische Kirche in Amerika: 17. Juli im Lutheran Worship[57]

## Filme, Belletristik
Das Leben und der Kampf von Bartolomé de Las Casas war Gegenstand mehrerer Spielfilme:
- 1982 spielte Gottfried John den Pater in dem deutschen Fernsehfilm Die Rückkehr der weißen Götter (Regie: Eberhard Itzenplitz). In diesem Film wurden klare Bezüge zur Gegenwart und zur Theologie der Befreiung hergestellt.
- 1992 folgte eine belgisch-französische Produktion unter dem Titel La Controverse de Valladolid mit Jean-Pierre Marielle in der Hauptrolle.
- Der Film Und dann der Regen (Regie Icíar Bollaín, 2010) montiert Dreharbeiten für einen Film über die Brutalität der spanischen Konquista mit dokumentarischen Aufnahmen eines aktuellen Wasser-Konfliktes in einer bolivianischen Stadt. Es treten als Protagonisten Bartolomé de Las Casas, Antonio de Montesinos, Kolumbus und Hatuey auf.

Erzählung
- Reinhold Schneider schrieb die 1938 veröffentlichte Erzählung Las Casas vor Karl V. Szenen aus der Konquistadorenzeit.[58] Sie wurde 1992 unter dem Titel Bartolomé de Las Casas verfilmt (ORF, Buch und Regie: Michael Kehlmann).